# Paint 3D
Paint 3D foi um software de gráficos raster e gráficos de computador 3D que é uma atualização do Microsoft Paint. É um dos vários aplicativos de modelagem e impressão 3D introduzidos ou aprimorados com o Windows 10 Creators Update, incluindo View 3D, Windows Mixed Reality, Holograms, juntamente com os programas CAD 3D Builder e 2D Builder.
Desenvolvido pelo estúdio Lift London da Microsoft, o Paint 3D incorpora recursos dos aplicativos Microsoft Paint e 3D Builder para combinar uma experiência de edição 2D-3D híbrida leve que permite aos usuários extrair uma variedade de formas do aplicativo, suas computador e o serviço OneDrive da Microsoft.
Em agosto de 2024, a Microsoft anunciou que está descontinuando o Paint 3D e será removido da Microsoft Store em 4 de novembro do mesmo ano.

## História
Em maio de 2016, uma versão vazada da Plataforma Universal do Windows do Microsoft Paint foi revelada com uma nova interface de barra lateral de faixa de opções híbrida e algum suporte para objetos 3D. A Microsoft lançou um aplicativo fictício chamado Newcastle por meio da Windows Store para substituir as instalações da compilação vazada.
Em outubro de 2016, um usuário no Twitter vazou vídeos tutoriais oficiais de uma próxima versão do Paint para Windows 10. O vídeo apresenta novos recursos, como uma interface completamente refeita com a entrada da caneta em mente, bem como a capacidade de criar e modificar modelos 3D básicos.
A versão Plataforma Universal do Windows foi oficialmente anunciada e lançada durante um evento do Surface em 26 de outubro de 2016 como parte da apresentação principal sobre o Windows 10 Creators Update. O aplicativo foi disponibilizado para usuários do Windows 10 com um número de compilação 14800 ou superior e coexiste com a versão anterior do Paint a partir da compilação 14955. A Microsoft revelou um site da comunidade para compartilhar desenhos do Paint, com foco nos novos formatos 3D. Além do formato 3D, esta versão introduziu a capacidade de salvar pixels transparentes em desenhos 2D, adesivos de clip art, remoção de plano de fundo, a capacidade de baixar e importar desenhos da comunidade de dentro do aplicativo, ícones de fita de silhueta de contratos de compartilhamento UWP, nova barra lateral plana ícones um tema azul-roxo no aplicativo, a capacidade de alterar o pano de fundo e vídeos informativos. Um dos vídeos estabelece inequivocamente que o Paint 3D é a evolução do Microsoft Paint, mostrando versões mais antigas do Paint das edições 1, 3.1, Vista e 10 do Windows.
Brevemente, Paint 3D foi escolhido para ser substituto pelo Microsoft Paint, nas versões 14971 e 14986 do Windows. Porém, devido a reclamações sobre a nova interface e recursos ausentes no Paint 3D, a equipe do Windows decidiu permitir a coexistência dos dois aplicativos.
Ao longo do desenvolvimento, subseções de adesivos foram reorganizadas, novos adesivos foram adicionados, formas 2D clássicas foram adicionadas, uma opção foi adicionada para desativar o tecido de boas-vindas, barras de rolo foram aprimoradas, capacidade de redimensionamento de tecido com um mouse foi adicionados e os adesivos ativados automaticamente são alterados pelo usuário para uma atividade diferente sem clicar no botão de carimbo.
A chefe do Windows Insider, Dona Sarkar, confirmou que uma nova versão do Windows 10 Mobile do Paint 3D entrou no estágio alfa de desenvolvimento.
No Windows 10 Fall Creators Update, uma versão atualizada do Paint 3D foi lançada na Windows Store. Isso permitia que os usuários fizessem upload ou download de modelos diretamente do Remix 3D.
Os recursos mais promovidos do Paint 3D estão relacionados ao suporte para objetos 3D. O Paint 3D vem com sua própria 'biblioteca 3D', que fornece aos usuários pessoas, animais, formas geométricas, texto e rabiscos em 3D. Os usuários podem girar objetos, ajustar o posicionamento do objeto 3D em todas as três dimensões e aplicar objetos 2D como adesivos em objetos 3D. A própria tela pode ser girada no espaço 3D ou ocultada, mas não pode ser girada enquanto o usuário estiver editando.
Ele inclui muitos dos objetos 2D do Microsoft Paint e novos "adesivos" coloridos, que são funcionalmente semelhantes às formas 2D tradicionais e padrões que podem ser aplicados ao plano de fundo e aos objetos 3D. O texto 2D está disponível, bem como texto 3D.
As animações podem ser salvas em formatos 2D e 3D e compartilhadas usando o recurso Windows Share ou OneDrive (proposto como um armazém gerado pelo usuário, substituindo o Remix3d.com). Por causa desses recursos, a Microsoft incluiu um contrato de licença que aparece quando o aplicativo é iniciado.
O usuário é recebido com uma tela de boas-vindas com tutoriais, informações sobre o Paint 3D e opções para abrir ou iniciar um projeto. A tela pode ser desativada e reativada.
Como seu antecessor, o Paint 3D suporta várias janelas. Ambos suportam listas de atalhos, mas apenas o Paint 3D exibe objetos 3D em sua lista de atalhos (outros tipos de imagem são permitidos).

## Recepção
O Paint 3D foi elogiado pelos novos recursos que introduziu, seu papel no suporte 3D em evolução do Windows 10, a nova interface de usuário, suporte aprimorado a caneta e um nível de inovação não visto no desenvolvimento do Microsoft Paint. O aplicativo passou a ser usado em jogos periféricos, encontrando um nicho no design do jogo, bem como na jogabilidade geral.
No entanto, os usuários o criticaram na Internet e no Feedback Hub por faltar alguns dos recursos do Microsoft Paint, falta de ferramentas 3D e não ser ergonomicamente intuitivo com mouse e teclado, principalmente nas primeiras iterações do a aplicação.